# Trichotanypus distinguendus
Trichotanypus distinguendus är en tvåvingeart som först beskrevs av Jean-Jacques Kieffer 1915.  Trichotanypus distinguendus ingår i släktet Trichotanypus och familjen fjädermyggor.
Artens utbredningsområde är Tyskland. Inga underarter finns listade i Catalogue of Life.